# خانه توکلی‌زاده (بینالود)
خانه توکلی‌زاده؛ نام خانه‌ای تاریخی مربوط به دورهٔ پهلوی اول است و در شهرستان بینالود، نواحی نوچاه، پشت بیمارستان دکتر شریعتی واقع شده و این اثر در تاریخ ۲۴ تیر ۱۳۸۲ با شمارهٔ ثبت ۹۲۵۴ به‌عنوان یکی از آثار ملی ایران به ثبت رسیده‌است.